# Germain Bazin
Pour les articles homonymes, voir Bazin.
Germain Bazin, né le 24 septembre 1901 à Suresnes (actuellement Hauts-de-Seine) et mort le 2 mai 1990 à Paris, est un conservateur de musée, écrivain et historien de l'art français.

## Biographie

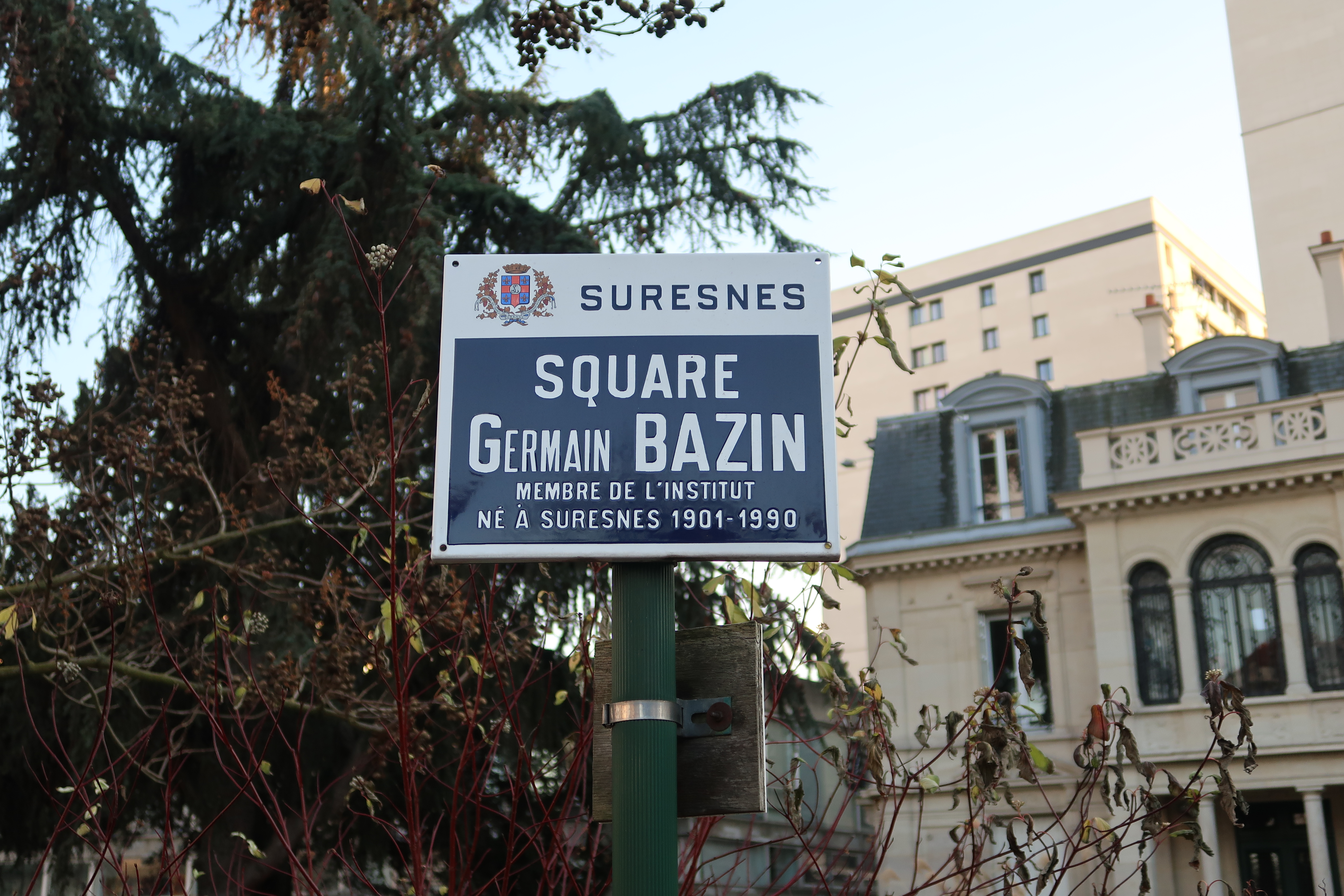
Plaque du square Germain-Bazin à Suresnes, inauguré en 1993.

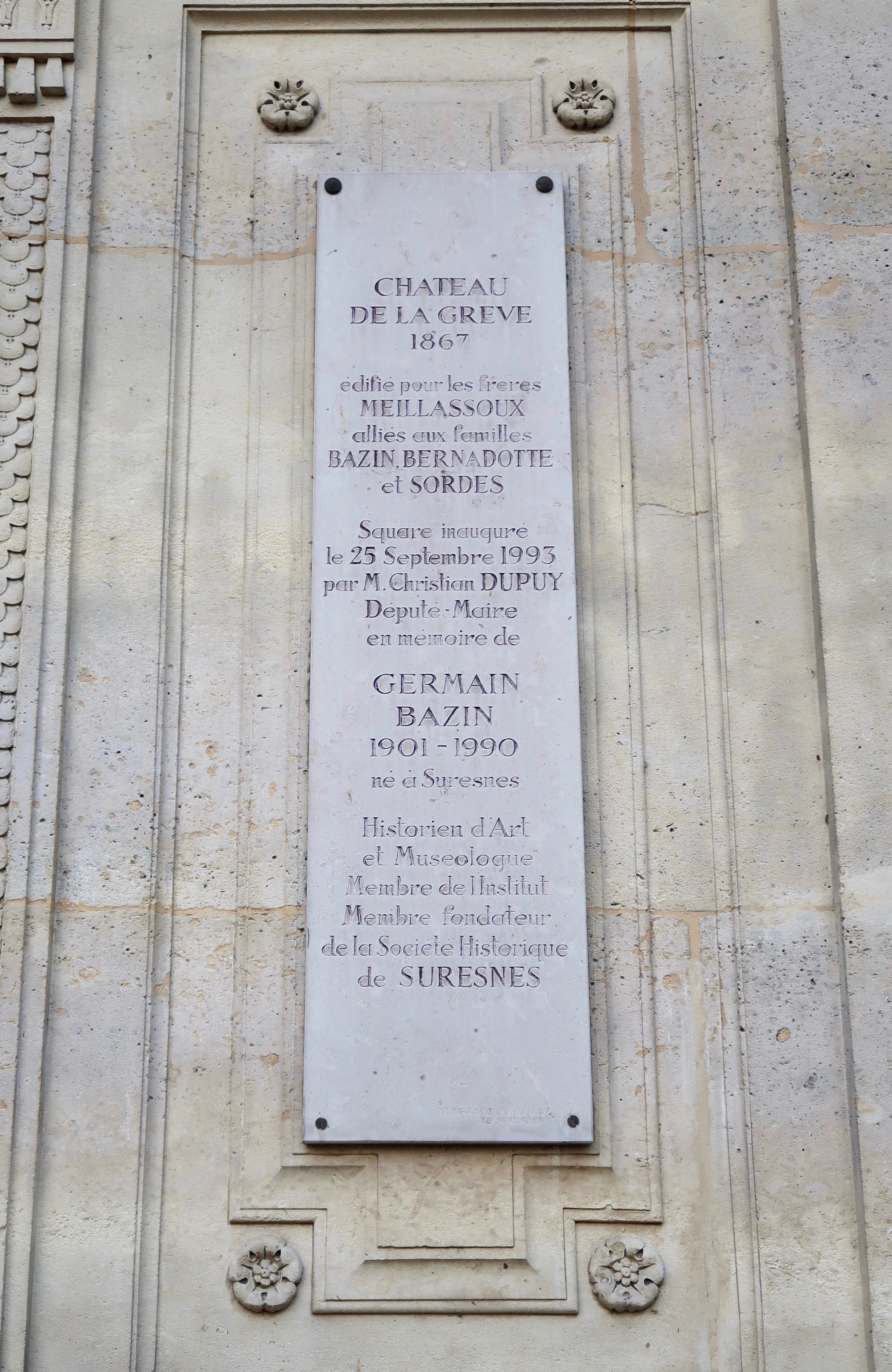
Plaque sur la façade du château de la Grève à Suresnes, dans le square Germain-Bazin.

Fils d'un ingénieur, Germain Bazin étudie l'histoire de l'art à la Sorbonne à Paris avec Henri Focillon et Émile Mâle. Il devient professeur à l'université libre de Bruxelles en 1934. Il revient à Paris en 1936 en tant que conservateur au musée du Louvre et, pendant la Seconde Guerre mondiale, contribue à la mise en lieu sûr des œuvres en lien avec Jacques Jaujard. En tant qu’adjoint du conservateur au département des Peintures au musée du Louvre, René Huyghe, entre 1940 et 1945, l'historienne Emmanuelle Polack indique que Germain Bazin a joué un rôle controversé avec l’occupant allemand.
Il est conservateur en chef du département des peintures et des dessins du musée du Louvre de 1951 jusqu'en 1965. De 1971 à 1976, il enseigne à l'université York (Toronto). Il fut également professeur à l'École du Louvre.
Il a publié plus de 30 ouvrages concernant l'histoire de l'art, traduits dans 17 langues.

### Distinctions
- Officier de la Légion d'honneur
- Membre libre en 1975 au fauteuil 1 section VI de l'Académie des beaux-arts.

## Œuvres principales
- Le Mont Saint-Michel, Paris, Éditions Auguste Picard, 1933.
- Memling, Amsterdam/Leipzig, Pantheon Akademische Verlagsanstalt, 1939.
- L'époque impressionniste, Paris, P. Tisné, 1947.
- L'école franco-flamande, 1948.
- Histoire de l'art, de la préhistoire à nos jours, Paris, Ch. Massin, 1953.
- L’Architecture Religieuse Baroque au Brésil, 2 vols., Paris, Plon, 1956.
- Trésors de l'Impressionnisme au Louvre, Paris, Éditions Aimery Somogy, 1958.
- A Concise History of Art, Part One: From the Beginnings to the Fifteenth Century, coll. « The World of Art Library ». Londres, Thames & Hudson, 1958.
- A Concise History of Art, Part Two: From the Renaissance to the Present Day, coll. « The World of Art Library ». Londres, Thames & Hudson, 1958.
- Aleijadinho et la sculpture baroque au Brésil, Paris, Éditions du Temps, 1963.
- Baroque et rococo, Londres, Thames & Hudson, 1964.
- Le message de l'absolu, de l'aube au crépuscule des images, Hachette, 1964.
- Le Temps des Musées, Éditions Desoer, 1967.
- O Aleijadinho e a escultura barroca no Brasil, Rio de Janeiro, Record, 1971.
- Arquitetura Religiosa Barroca no Brasil, 2 vols., Rio de Janeiro, Record, 1983.
- Histoire de l'histoire de l'art, de Vasari à nos jours, Paris, A. Michel, 1986  (ISBN 2-226-02787-4).
- Théodore Géricault : étude critique, documents et catalogue raisonné, Paris, Wildenstein Institute, La Bibliothèque des Arts, 1987-1997. [présentation en ligne]
- Histoire de l'avant-garde en peinture, Paris, 1969, Hachette, 301 p.

## Émissions de télévision
- 1973 : Le Lys (émission télévisée de Paule de Beaumont), réalisation de Jean-Paul Roux

## Hommage
- Square Germain-Bazin à Suresnes, sa ville natale. Il compte parmi les membres fondateurs de la Société historique de Suresnes (1926).

## Archives
- Les papiers personnels de Germain Bazin sont conservés aux Archives nationales  sous la cote 710AP[7].